# 中内力 (実業家)
中内 力（なかうち つとむ、1931年（昭和6年） - 2012年（平成24年）12月15日）は、日本の実業家。神戸ポートピアホテル創業者。

## 経歴
神戸市生まれ。神戸商科大学卒業。兄の中内㓛が創業したダイエーで兄の右腕として財務・管理部門を担い専務取締役まで務め、「もう一人の創業者」とも呼ばれたが、兄と対立し1969年に退社した。
退社後、神戸市にレストラン等を営むシンエーフーヅを創業。
1981年、ポートピア'81の開催に合わせて、大型コンベンションを誘致できるホテルとして神戸のポートアイランドに神戸ポートピアホテルを開業し、社長、会長を務めた。ホテル周辺には神戸国際会議場なども立地し、神戸コンベンションコンプレックスを形成している。また、兵庫県や神戸市へのコンベンション誘致をサポートする目的で中内力コンベンション振興財団を設立し、理事長を務めた。
2012年12月15日、急性心不全のため死去。満81歳没。

## 家族
- 兄 - 㓛（ダイエー創業者）
- 妻 - 安子（阪急バス常務坂野常礼の四女、貴族院議員坂野鉄次郎の孫[5]）
- 子 - 仁（株式会社神戸ポートピアホテル代表取締役社長[6]）